# Shohei Aihara
Shohei Aihara (粟飯原 尚平 Aihara Shohei?), född 26 juni 1996 i Hokkaido prefektur, är en japansk fotbollsspelare.
Aihara började sin karriär 2019 i FC Gifu.